# 维内什·库马尔·卡尔拉
维内什·库马尔·卡尔拉（英語：Vinesh Kumar Kalra，1969年12月29日—2021年5月10日），印度外交官，曾任印度駐阿富汗马扎里沙里夫總領事，2021年5月在任上因患COVID-19逝世。

## 經歷
维内什·库马尔·卡尔拉生於1969年12月29日。
卡尔拉曾在多個印度駐外使團任職，包括馬斯喀特、河內、比勒陀利亞、吉隆坡和北京（2014年至2019年）。在印度外交部新德里總部和駐外使團任職期間，他積累了在諸如行政管理、體制、經濟、商業、領事和政治領域豐富的工作經驗，並在任職於駐華大使館期間接受了中文培訓。
2021年3月12日，出任印度駐马扎里沙里夫總領事。

## 逝世
2021年5月10日，卡爾拉在喀布爾因心臟驟停病逝，據報導，他此前COVID-19的檢測結果呈陽性，當時正在喀布爾一家醫院接受治療。他是首位在海外任職時因COVID-19併發症去世的印度外交官。
印度外交部長蘇傑生在推特上寫道：「對駐马扎里沙里夫總領事维内什·卡尔拉的去世深感悲痛。他是一個盡職盡責的同事，將被我們永遠銘記。向他的家人致以最誠摯的哀悼。」印度外交部發言人厄林德姆·巴格奇表示，卡爾拉在困難的條件下自願前往阿富汗任職，體現了對國家事業的模範承諾和奉獻精神，印度外交部誠摯哀悼他的去世。外交秘书哈什·瓦尔丹·什林格拉在推特上表示：「失去了一位自愿接受挑战性任务的尽职尽责的官员。我与莫妮卡·卡尔拉女士通了电话，转达了印度外交部全体人员的衷心哀悼。在此艰难时刻，我们与家属同在，并为他们祈祷。」
前外交祕書顾凯杰表示：「维内什不僅是我在吉隆坡和北京時的同事，也是我的一位朋友。樊坦娜与我为他的英年早逝感到悲痛。」印度常驻联合国代表T·S·蒂鲁穆尔蒂表示：「我有幸在马来西亚时与这位密友和同事共事。他的去世令人震惊。向他的家庭致以深切哀悼。」
阿富汗驻印度法里德·马蒙扎伊（Farid Mamundzay）在推特上写道：「我们对印度驻马扎里沙里夫总领事维内什·卡尔拉的去世深感悲痛，他是致力于加强印度-阿富汗关系的印度杰出代表。我们向他的家人、朋友和同事表示深切哀悼。」